# Estación de Cortadura
Cortadura es una estación ferroviaria situada en el municipio español de Cádiz, en la comunidad autónoma de Andalucía a menos de 500 m de la playa de Cortadura. Forma parte de la línea C-1 de la red de Cercanías Cádiz y de la línea T-1 de TramBahía.

## Situación ferroviaria
Se encuentra en el punto kilométrico 153,9 de la línea férrea de ancho ibérico Alcázar de San Juan-Cádiz. El kilometraje toma como punto de partida la ciudad de Sevilla, ya que este trazado va unido a la línea Sevilla-Cádiz posteriormente integrada por Adif en la ya mencionada línea Alcázar de San Juan-Cádiz. El tramo es de vía doble y está electrificado.

## La estación
Esta estación se inauguró en 1998 con el crecimiento del barrio y sirvió como terminal provisional de trenes durante las obras de soterramiento de la línea en el interior de Cádiz, por lo que su cartelería era la típica azul de grandes líneas hasta que se cambió por la cartelería de Cercanías Renfe en 2007. La estación cuenta con una vía topera para trenes en dirección a San Fernando que no se utiliza en servicio habitual.

## Servicios ferroviarios

### Cercanías
Tiene servicio de cercanías con una frecuencia que oscila entre 15 y 60 min en sentido Cádiz y en sentido Jerez hasta San Fernando-Bahía Sur y entre 30 y 60 min en sentido Jerez más allá de la estación antes citada los días laborables. Los fines de semana y festivos la frecuencia es de 1 tren cada hora todo el día.
| procedencia/destino | < estación | Línea | estación > | destino/procedencia |
| ------------------- | ---------- | ----- | ---------- | ------------------- |
| Cádiz               | Estadio    |       | Río Arillo | Aeropuerto de Jerez |

### TramBahía
Desde el 26 de octubre de 2022, la estación acoge los servicios ferroviarios de la línea T-1 del Tren tranvía de la Bahía de Cádiz (TramBahía), que conecta Cádiz con San Fernando y Chiclana de la Frontera, siguiendo un recorrido mixto de tren y tranvía. La frecuencia horaria se ha adaptado al horario de Cercanías de Renfe, con lo que los trenes combinan de manera efectiva los trayectos completos de Chiclana a Cádiz capital, y viceversa, con trayectos cortos que favorecen el trasbordo ágil y funcional con la línea C-1 de Jerez–Cádiz en la estación de Río Arillo, realizando únicamente el recorrido entre esta estación y Pelagatos.
| procedencia/destino | < estación | Línea | estación > | destino/procedencia |
| ------------------- | ---------- | ----- | ---------- | ------------------- |
| Cádiz               | Estadio    |       | Río Arillo | Pelagatos           |